# Дювиньо, Поль
Поль Огю́ст Дювиньо́ (фр. Paul Auguste Duvigneaud, 1913—1991) — бельгийский ботаник-флорист, геоботаник, лихенолог, эколог.

## Биография
Поль Дювиньо родился 13 августа 1913 года в коммуне Марш-ан-Фамен. Учился в греко-латинском атенеуме, затем поступил в Свободный университет Брюсселя. В 1935 году Дювиньо окончил университет с дипломом по ботанике, в 1937 году получил диплом лиценциата по химии. Весной 1940 года получил степень доктора философии по ботанике. До ноября 1941 года Дювиньо продолжал работать в Брюсселе.
В 1949 году Поль Дювиньо был назначен лектором по систематической ботанике в Агрономическом институте Жамблу. В 1951 году он сменил Люсьена Омана в должности лектора по ботанике Брюссельского университета. В 1952 году он стал экстраординарным профессором, в 1956 году — полным профессором.
В 1940-х годах основной интерес для Дювиньо представляли лихенология и фитосоциология. Занимаясь изучением растительным сообществ торфяных болот, он стал ведущим геоботаником Бельгии, его работа La variabilité des Associations végétale (1946) многократно цитировалась в учебниках и докладах. По Дювиньо, растительное сообщество — совокупность или мозаика экологических групп растений и не может характеризоваться какими-то конкретными диагностирующими видами (как считал Ж. Браун-Бланке).
Начиная с 1948 года П. Дювиньо неоднократно ездил в экспедиции по южной части Бельгийского Конго. В своё первое путешествие Поль ездил в сопровождении Зенона Бака, во время этой поездки занимался изучением фитохимии растений родов Стрихнос и Строфант. Затем он пушетествовал вместе со своим ассистентом Жюлем Тимперманом. В 1952 году Дювиньо опубликовал значимую монографию флоры и растительности Южного Конго.
В 1960-х годах Поль занимался исследованием экосистем и изучением фундаментальной экологии. Его книга La synthèse écologique была впоследствии переведена на множество языков, включая русский. В 1970-х годах предметом его исследований стали антропогенные экосистемы, он занялся изучением проблемы охраны окружающей среды. В 1980-х годах он продолжил изучение экологии человека, взяв за основу концепцию «ноосферы» В. И. Вернадского, предположил, что идеальная ноосфера сменяется «софиосферой» — «сферой разума» — при деградации, в случаях слишком частого использования человеческого разума с негативными целями.
В 1984 году Парижский университет присвоил Полю Дювиньо почётную степень доктора.
Поль Огюст Дювиньо скончался 21 декабря 1991 года.

## Некоторые научные публикации
- Duvigneaud, P.; Giltay, L. Catalogue des lichens du Belgique. — Gembloux, 1938. — 52 p.
- Duvigneaud, P. Classification phytosociologique des tourbières de l'Europe. — Gembloux, 1949. — 71 p.
- Duvigneaud, P. Les savanes du Bas-Congo. — Liège, 1953. — 192 p.
- Duvigneaud, P. La synthèse écologique. — Paris, 1974. — 296 p.

## Некоторые виды, названные в честь П. Дювиньо
- Blepharis duvigneaudii Vollesen, 2000
- Bridelia duvigneaudii J.Léonard, 1955
- Brimeura duvigneaudii (L.Llorens) Rosselló, Mus & Mayol, 1992
- Crotalaria duvigneaudii Timp., 1959
- Emilia duvigneaudii Lisowski, 1991
- Faroa duvigneaudii Lambinon, 1959
- Helichrysum duvigneaudii Lisowski, 1986
- Humularia duvigneaudii Symoens, 1961
- Ipomoea duvigneaudii Lejoly & Lisowski, 1986
- Pleiotaxis duvigneaudii Lisowski, 1987
- Sopubia duvigneaudiana H.-P.Hofm. & Eb.Fisch., 2004
- Taraxacum duvigneaudii Soest, 1971
- Vernonia duvigneaudii Kalanda, 1987